# Jednjak
Jednjak (lat. oesophagus), u ljudskoj anatomiji, je cijev čija je funkcija provod hrane od ždrijela do želuca, dio je probavnog trakta. Hrana putuje valovitim stezanjem mišića (peristaltika), procesom koji se ponavlja nekoliko puta u probavnoj cijevi. Jednjak ide uz kralježnicu te prolazi plućnu dijafragmu kroz uski otvor. Većinom je 25-30 cm dugačak; podijeljen je na 3 dijela.
Jednjak možemo podijeliti na vratni dio, prsni dio, te trbušni dio obzirom na položaj u tijelu. Vratni dio se proteže od ždrijela do juguluma, prsni dio se nastavlja od juguluma do ošita, a od ošita do želuca nalazi se trbušni dio jednjaka. Jednjak se može podijeliti i na tri trećine (proksimalna, srednja i distalna trećina). 
Jednjak kroz ošit prolazi u trbušnu šupljinu kroz otvor lat. hiatus esophageus zajedno s oba vagalna živca. Ezofagogastrični spoj je mjesto gdje jednjak prelazi u želudac. Na tome mjestu mnogosloji pločasti epitel sluznice jednjaka prelazi u jednoslojni kubični epitale želučane sluznice.
Lumen jednjaka je različite veličine i oblika. U vratnom djelu je zatvoren, u prsnom dijelu je otvoren širokog lumena zbog negativnog tlaka. Jednjak ima tri fiziološka suženja. Prvo suženje nalazi se na prijelazu ždrijelu u jednjak. Drugo suženje nastaje na mjestu gdje jednjak prelaze aorta i lijevi bronh. Treće suženje nalazi se u distalnom jednjaku nekoliko cm (oko 3cm) iznad mjesta gdje prelazi u želudac a oblikuje ga kontrakcija mišićnih niti jednjaka.
Jednjak ima nekoliko slojeva, površni sloj koji se sastoji od rijetkog vezivnog tkiva (lat. tunica adventitia), ispod kojeg je sloj mišićnih niti (lat. tunica muscularis). Mišićini sloj sadrži vanjski uzdužni i unutarnji kružni sloj mišićnih niti. U gornjoj četvrtini jednjak mišićne niti su poprečnoprugaste, u drugoj četvrtini nalazimo miješano glatke i poprečnoprugaste niti, dok je u donjoj polovici glatka muskulatura. Ispod mišićnih niti nalazi se sloj submukoze (lat. tunica submucosae) i sloj sluznice (lat. tunica mucose). Sluznicu jednjaka čini mnogoslojni pločasti epitel, ispod kojeg je vezivnog tkiva (lat. lamina propria mucosae), a na dnu tanki sloj glatkih mišićnih niti (lat. lamina muscularis mucosae).

## Vanjske poveznice
- (hrv.) Jednjak - anatomija[neaktivna poveznica]